# Crusafontia
Crusafontia è un genere di mammiferi estinti, appartenenti ai driolestidi. Visse nel Cretacico inferiore (Hauteriviano - Barremiano, circa 131 - 126 milioni di anni fa) e i suoi resti fossili sono stati ritrovati in Europa.

## Descrizione
Questo animale è noto solo per alcuni denti fossili e per una mandibola, ed è quindi impossibile ricostruirne fedelmente l'aspetto. In ogni caso, dal raffronto con animali simili, si può supporre che Crusafontia fosse vagamente simile a uno scoiattolo e che il suo corpo non oltrepassasse i dieci centimetri di lunghezza. Crusafontia, rispetto a qualunque altro driolestide noto, era sprovvisto di metacono sui molari superiori. Per il resto, i denti di questo animale erano molto simili a quelli di Dryolestes, più antico e vissuto in Nordamerica.

## Classificazione
Crusafontia venne descritto per la prima volta nel 1969 da Henkel e Krebs, sulla base di pochi denti rinvenuti in terreni del Barremiano della Spagna, nella provincia di Cuenca. La specie tipo è Crusafontia cuencana. Un'altra specie, C. amoae, è stata descritta nel 2011 sulla base di alcuni denti rinvenuti nella zona di Galve, ma in seguito è stata considerata identica alla specie tipo (Martin et al., 2021).

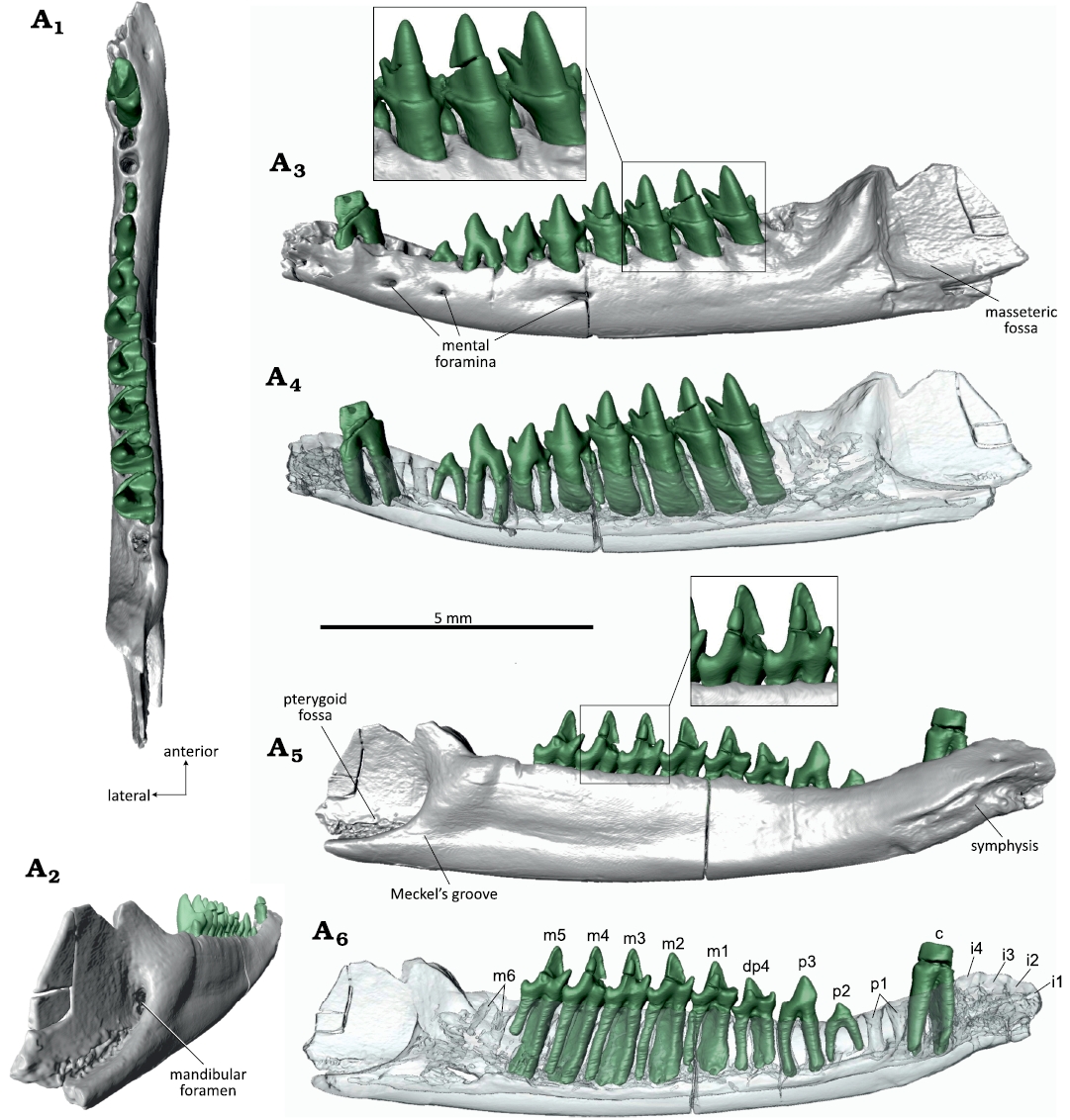
Mandibola di Crusafontia cuencana

## Paleoecologia
La forma della mandibola e la dentatura di Crusafontia sembrerebbero essere più adatte a un regime di vita carnivoro rispetto a uno insettivoro.